# Colubrina spinosa
Colubrina spinosa là một loài thực vật có hoa trong họ Táo. Loài này được Donn.Sm. mô tả khoa học đầu tiên năm 1897.